# Lyctopsis inquilina
Lyctopsis inquilina är en skalbaggsart som beskrevs av Pierre Lesne 1932. Lyctopsis inquilina ingår i släktet Lyctopsis och familjen kapuschongbaggar. Inga underarter finns listade i Catalogue of Life.